# True Corporation
True Corporation est une entreprise de télécommunication thaïlandaise appartenant à Charoen Pokphand. Elle est présente tant sur les communications mobiles, que celles fixe. True Corporation est ainsi un fournisseur d'accès internet, mais possède également une filiale dans le câble.

## Histoire
L'entreprise est fondée en tant que TelecomAsia en 1990. Elle est renommée True Corporation en 2004.
En juin 2014, China Mobile annonce l'acquisition de 18 % de True Corporation pour l'équivalent de 881 millions de dollars. C'est le premier investissement dans une région non sinophone.

## Fusionnement
Le 19 novembre 2021, Reuters a publié un article disant que Telenor Group et Charoen Pokphand Group Actuellement en pourparlers sur une fusion entre Total Access Communication Public Company Limited (DTAC) et True Corporation, la valeur de cet accord pourrait atteindre 7,5 milliards de dollars américains. Et par conséquent, le secteur des télécommunications en Thaïlande se retrouve avec seulement deux acteurs. qui après les nouvelles True et dtac ont envoyé une lettre urgente leur demandant d'attendre que la clarté de la fusion soit communiquée au SET.
Plus tard, le 22 novembre 2021, Charoen Pokphand Group et Telenor Group a publié un communiqué de presse urgent concernant la fusion entre True Corporation et DTAC par une société holding qui sera officiellement établie conjointement. Charoen Pokphand Group et Telenor Group établiront une coentreprise en tant que société holding. Et cette société proposera d'acheter toutes les actions de True Corporation et DTAC par échange d'actions. une fois la transaction terminée Les actionnaires de True et de dtac détiendront des actions de cette société sous la forme d'un partenaire égal (Equal Partnership), c'est-à-dire que les actionnaires de True Ruam Charoen Pokphand Group détiendront 58 % et les actionnaires de DTAC, y compris Telenor et Boonchai Bencharongkul's BTCN Holding, détiendront 42 %, et les deux auront un pouvoir égal dans la nouvelle société.
La fusion créera un avantage concurrentiel pour la nouvelle société afin de rivaliser sur le marché avec fierté, exhaustivité et de répondre à tous les besoins du secteur des télécommunications. ainsi que l'industrie spatiale que cette société vise également à entrer sur le marché Jusqu'au 4 avril 2022, l'assemblée générale des actionnaires de True Corporation et de DTAC a approuvé la fusion. La fusion devrait être finalisée fin septembre de la même année.